# Škumpa lysá
Škumpa lysá (Rhus glabra) je druh škumpy z čeledi ledvinovníkovité, původem ze Severní Ameriky. Roste v Kanadě, Spojených státech a ve státě Tamaulipas v severovýchodním Mexiku.

## Popis
Škumpa lysá dorůstá do 3 m výšky, zřídka až 5 m. Listy jsou střídavé, 30–50 cm dlouhé, s vroubkovaným okrajem. Na podzim se zbarvují do oranžovo-červené barvy. Květy jsou drobné, zelené, v hustých vzpřímených latách o výšce 10–25 cm. Později je následují laty jedlých karmínových bobulí, které zůstávají na rostlinách po celou zimu. Kůra na starším dřevě je hladká a šedá až hnědá.

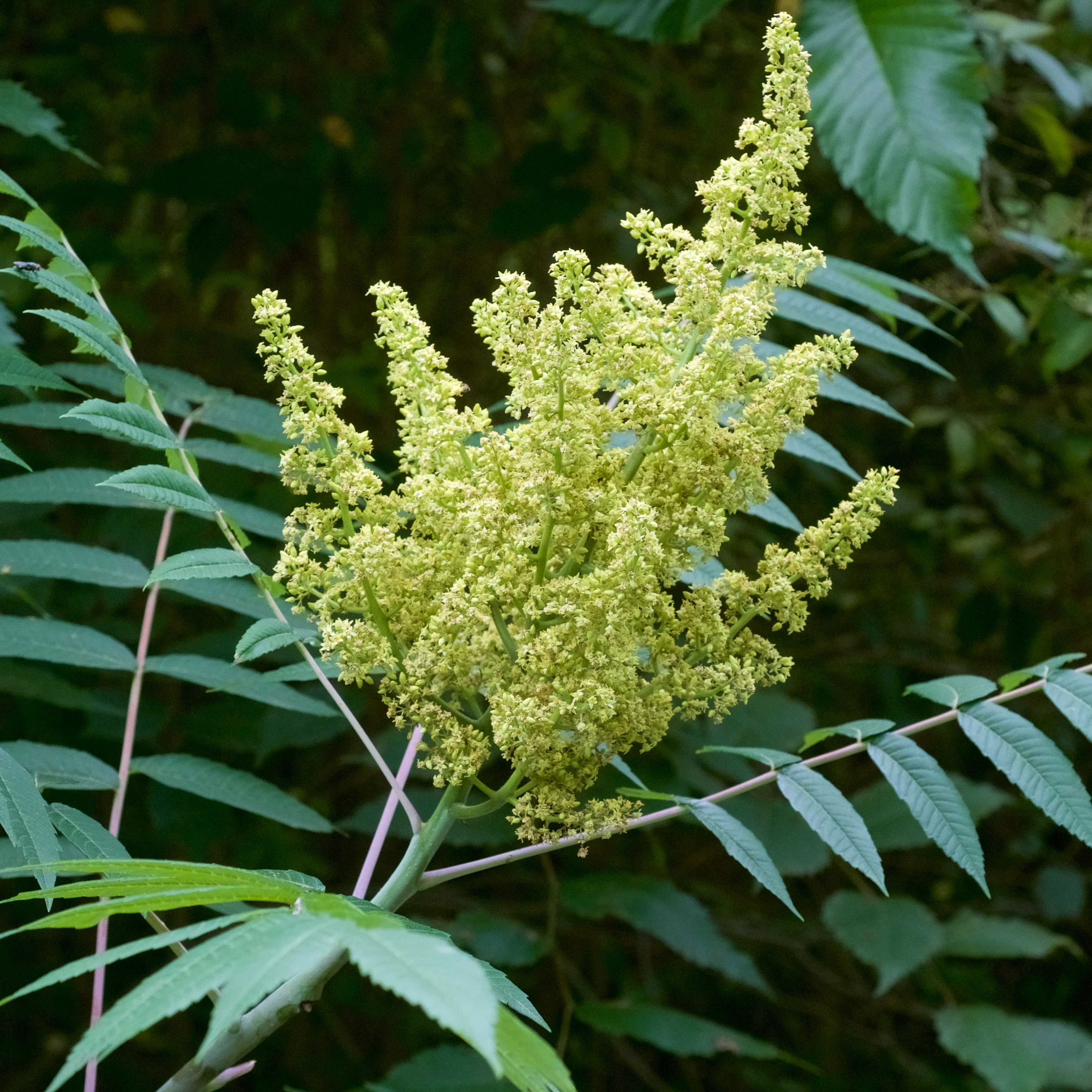

V pozdním létě se někdy tvoří hálky na spodní straně listů, které způsobuje parazitická mšice škumpa listová, Melaphis rhois. Hálky nejsou pro rostlinu škodlivé.

## Použití
Domorodí Američané jedli mladé výhonky této škumpy jako salát. Plody jsou kyselé, ale dají se žvýkat (pro zmírnění žízně) nebo využít pro výrobu nápoje podobného citronádě. Jeleni jedí větvičky i plody.
V roce 2020 archeologové objevili dýmku na vykopávce ve státě Washington, z níž bylo zřejmé, že domorodci před více než 1400 lety škumpu lysou kouřili buď samostatně nebo ve směsi s tabákem.